# Théâtre royal Alexandra
Le Théâtre royal Alexandra (anglais : Royal Alexandra Theatre) est une salle de spectacle exploité par Mirvish Productions située sur King Street dans la ville de Toronto, en Ontario, au Canada. Ouvert en 1907, comportant une avant-scène et deux niveaux de balcons, le bâtiment, de style architectural Beaux-Arts, comporte 1 500 places. 